# 熊野森人
熊野 森人（くまの もりひと、1978年 - ）は、日本のコミュニケーションディレクター、アートディレクター、クリエイティブディレクター、音楽家。株式会社クマノウ 代表取締役。京都精華大学非常勤講師、京都芸術大学非常勤講師、湘北短期大学特別講師、iU情報経営イノベーション専門職大学客員教授。
東京の広告制作会社を経て23歳でコスメブランドのアートディレクターとしてデジタルマーケット、イベントのディレクションを担当。2007年に株式会社エレダイ2（2021年に株式会社SPIRIT2に社名変更、2025年に株式会社クマノウに社名変更）を設立。大手企業のブランディング、老舗企業、スタートアップのコンサルティング、PR、デザインにおいて、企業や省庁の課題解決に取り組んでいる。また大学講師でもあり、2019年にその講義の内容をまとめた「うまくやる」を刊行。2020年には、食時間のウェルビーイングをテーマに、食べても罪悪感のないレトルトカレー「22時のカレー」を開発、商品化。

## 著書
- 『うまくやる 〜コミュニケーションが変わる25のレッスン〜』（あさ出版 / 2019年）[1]
  - ブランディングや、広告制作、大学での講義を通して培ってきたコミュニケーションデザインをベースに、日常生活やビジネスシーンでも使える考え方を紹介している書籍。